# Geronticus
Geronticus är ett släkte med fåglar i familjen ibisar inom ordningen pelikanfåglar. Det omfattar två arter med utbredning i Afrika och Mellanöstern:
- Skallig ibis (G. calvus)
- Eremitibis (G. eremita)